# Pipehill
Pipehill – osada w Anglii, w hrabstwie Staffordshire, w dystrykcie Lichfield, w civil parish Hammerwich. Leży 12 km od miasta Tamworth. W 1891 roku civil parish liczyła 139 mieszkańców.